# مبدل انرژی موج ستو

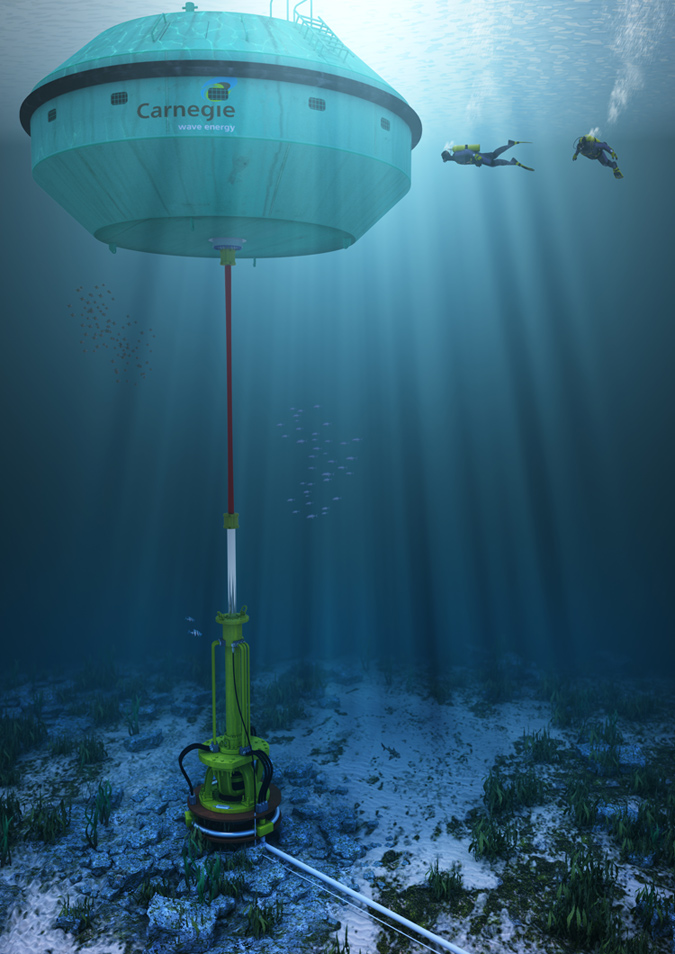
دستگاه مبدل انرژی امواج CETO

مبدل انرژی موج CETO یک نوع مبدل انرژی موج است که از نوسان آب دریا، انرژی الکتریکی تولید می‌کند. این وسیله انرژی جنبشی ناشی از نوسان امواج سطح اقیانوس را به انرژی الکتریکی تبدیل می‌کند. در این فناوری دستگاه در زیر آب عمل می‌کند و در کف اقیانوس محکم شده‌است. چندین شناور به واحدهای پمپ مستقر در بستر دریا متصل شده‌اند. این شناورها با حرکت امواج، تکان می‌خورند و پمپ‌ها را به حرکت درمی‌آورند. پمپ‌های مستقر در بستر دریا آب را تحت فشار قرار می‌دهند در نتیجه آب از طریق یک لوله زیردریایی به سمت ساحل برده می‌شود و توربین را به حرکت درمی‌آورد.
در مدل CETO 5 مستقیماً آب دریا را نمک‌زدایی می‌کند و به روش اسمز معکوس، آب شیرین تولید می‌کند. CETO یک منبع انرژی تجدیدپذیر است و دارای تکنولوژی ساده و قدرتمندی برای فناوری موج است. می‌توان ادعا کرد که تنها فناوری انرژی موج آزمایش شده در اقیانوس در سطح جهانی است (در ژانویه ۲۰۱۶) که هم به‌طور کامل در آب مستغرق است و هم برق تولید می‌کند و همچنین نمک زدایی در ساحل انجام می‌دهد.
این فناوری در شهر فریمنتل در غرب استرالیا طراحی و آزمایش شده‌است. در اوایل سال ۲۰۱۵، CETO 5 نصب و راه‌اندازی شد. در ژانویه ۲۰۱۶، تمام برق تولیدی آن توسط پایگاه دریایی هماس استرلینگ خریداری شد.
دستگاه مبدل CETO متعلق به شرکت تولید انرژی موج کارنگی (Carnegie) است. این دستگاه توسط الکتریسیته دو فرانس و پیمانکار دریایی فرانسوی DCNS تأیید شده‌است. نام این مبدل از اساطیر یونانی، ستو الهام گرفته که الهه دریاها بوده‌است.

## تکنولوژی

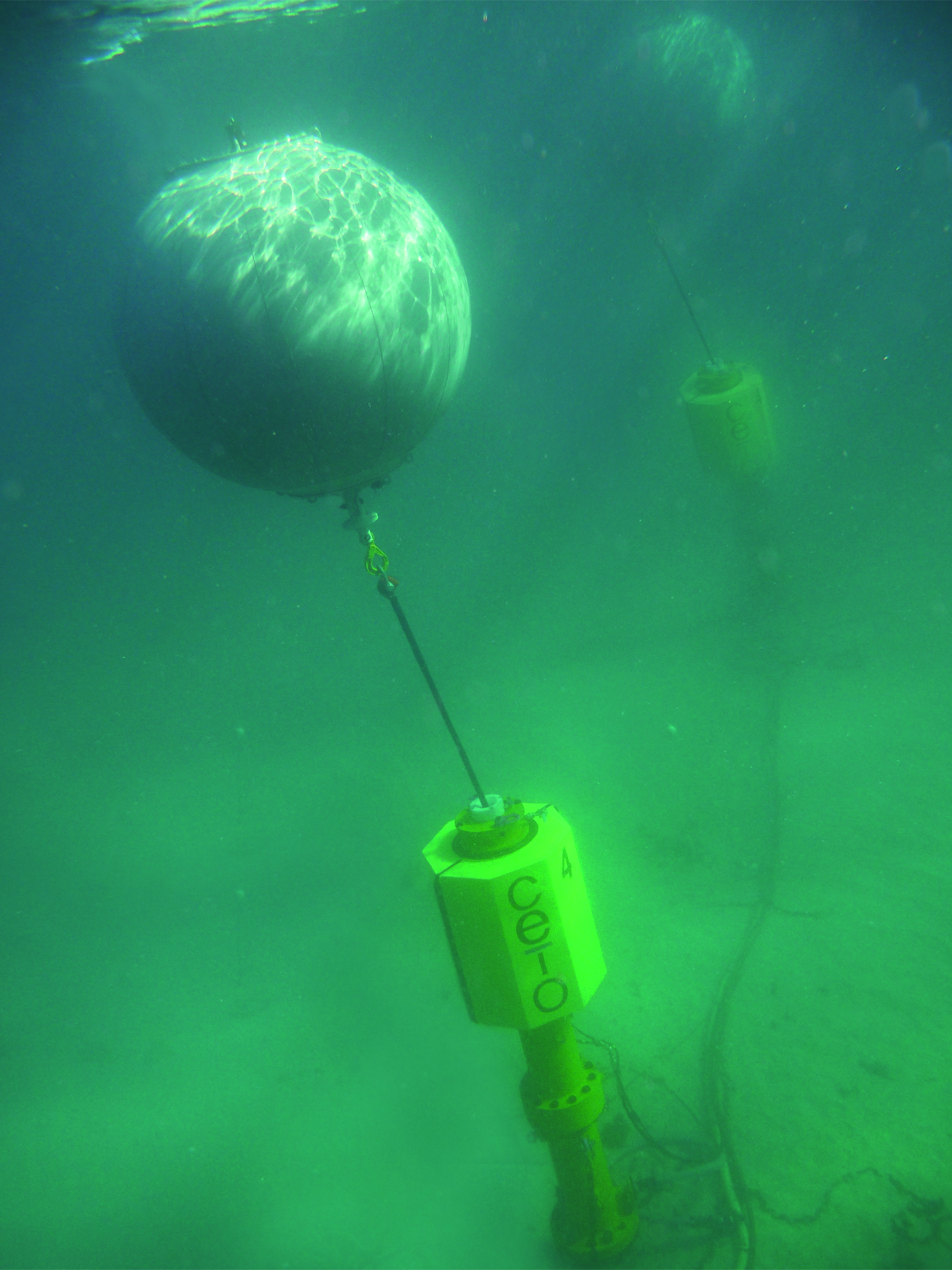
دستگاه مبدل انرژی امواج 2-CETO

### ستو ۵
این سیستم از سایر دستگاه‌های انرژی موج که کاملاً در زیر آب مستغرق هستند، متمایز است. شناورهای مستغرق توسط تورم آب اقیانوس حرکت می‌کنند و پمپ‌ها، آب دریا را تحت فشار به وسیله خط لوله آب زیر دریا تا ساحل پمپ می‌کنند. در ساحل، آب دریا تحت فشار بالا پره‌های توربین برق‌آبی را به حرکت درمی‌آورند. همچنین آب دریا تحت فشار بالا می‌تواند به روش اسمز معکوس نمک‌زدایی شود.

### ستو ۶
ستو ۶ از سال ۲۰۱۶ در حال افزایش کارایی است و دارای شناور بزرگتر نسبت به ستو ۵، تولید برق بر روی کشتی و انتقال قدرت به ساحل از طریق کابل است. این شناور آب‌های عمیق‌تر و دورتر از ساحل طراحی شده‌است.

## پروژه‌های نیروگاهی

### پروژه نیروگاه موج پرت (PWEP)
این نیروگاه در شهر پرت در جزیره گاردن استرالیا واقع شده‌است. این نیروگاه تولید هم‌زمان آب و برق است. این نیروگاه برای چندین واحد CETO غوطه‌ور در یک آرایه، خط لوله زیرزمینی ساحل، تجهیزات تهویه مطبوع و تأسیسات تولید برق در ساحل طراحی شده‌است. در اوایل سال ۲۰۱۵ این نیروگاه چند مگاواتی به شبکه متصل شد و تمام برق را به پایگاه دریایی هماس استرلینگ فروخت. ۲ شناور کاملاً مستغرق که به بستر دریا لنگر انداخته‌است، انرژی را از اقیانوس از طریق فشار هیدرولیکی به خشکی انتقال می‌دهند. از سال ۲۰۱۵، سومین شناور برای نصب برنامه‌ریزی شده‌است.

### پروژه نیروگاه موج رئونیون
این نیروگاه در نزدیکی جزیره رئونیون در جنوب‌غربی اقیانوس هند واقع شده‌است. در آوریل ۲۰۱۱ مبلغ ۵ میلیون دلار از بودجه دولتی فرانسه سرمایه‌گذاری شد. این پروژه ابتدا شامل استقرار واحدها و ایجاد یک نیروگاه ۲ مگاواتی و در مرحله بعد شامل گسترش بیشتر پروژه به ظرفیت تولید ۱۵ مگاوات است.

### پروژه نیروگاه موج ایرلند
این نیروگاه توسط شرکت کارنیجی و به کمک انجمن انرژی پایدار ایرلند (SEAI) برای پروژه ۱۵۰٬۰۰۰ یورویی که به منظور ارزیابی سایت‌های مستعد CETO در ایرلند امضا شد طراحی شده‌است. ظرفیت تولید این نیروگاه ۵ مگاوات است که در آب‌های ایرلند نصب می‌شود.

## سایر ویژگی‌های سِتو
- واحدهای CETO کاملاً در زیر آب قرار دارد و چشم‌انداز طبیعی دریا به هم نمی‌زند. شناورها با چراغ‌های هشداردهنده در یک برج در آب نصب شده‌اند.
- واحدهای CETO در آب‌های عمیق عمل می‌کند، دور از شکست موج و ساحل است. بدین معنی که تأثیرات منفی روی مکان‌های تفریحی دریایی ندارد.
- واحدهای CETO، هماهنگ با امواج طراحی شده‌اند. بدین معنی است که غیر از نقاط لنگر، نیاز به ساخت سازه‌های پشتیبانی کننده از فولاد و بتن‌های عظیم نیست.
- واحدهای CETO مانند صخره‌های مصنوعی عمل می‌کنند و زیست دریایی را جذب می‌کنند.